# Konjunktion (Logik)

Venn-Diagramm der Konjunktion.
Der Schnitt von Mengen wird über die Konjunktion definiert

Technische Realisierung der Konjunktion im AND-Gatter:
Wenn die Taster E1 und E2 betätigt werden, leuchtet die Lampe.

In der Logik wird als Konjunktion (von lateinisch coniungere ‚verbinden‘) oder auch Und-Verknüpfung eine bestimmte Verknüpfung zweier Aussagen oder Aussagefunktionen bezeichnet. Gelesen wird die Konjunktion zweier Aussagen A, B meist als „A und B“. In der klassischen Logik ist die Konjunktion zweier Aussagen „A und B“ genau dann wahr, wenn sowohl „A“ als auch „B“ wahr sind.
Eine seltener gebrauchte Bezeichnung für die Konjunktion ist "logisches Produkt".
Mit dem Wort Konjunktion kann gemeint sein
- die Aussage, die durch die Verknüpfung gebildet wird (der Satz „A und B“),
- das Zeichen, das für die Verknüpfung steht (der Junktor ∧),
- das Wort, mit dem die Verknüpfung ausgedrückt wird (im Deutschen: und),
- die Wahrheitswertefunktion „et“, mit der sich der Wahrheitswert der verknüpften Aussage „A und B“ aus den Wahrheitswerten ihrer Teilsätze (A, B) bestimmen lässt, wenn es sich um eine wahrheitsfunktionale Konjunktion handelt.

## Schreibweisen
Schreibweisen sind A und B, A and B, A .and. B (Programmiersprachen, z. B. Fortran), A ∧ B, A & B, A ∩ B, AB, und A ▪ B (gelesen als: „A Produkt B“, nicht: „A mal B“). In der polnischen Notation wird die Konjunktion als Kab geschrieben.  Die Verwendung des Multiplikationszeichens (▪) für den Operator ist oft in älterer Literatur zu finden und wegen Verwechslungsgefahr mit der Multiplikation unüblich geworden.

## In der klassischen Logik
In der klassischen Logik ist die Konjunktion zweier Aussagen {\displaystyle A} und {\displaystyle B} genau dann wahr, wenn sowohl {\displaystyle A} als auch {\displaystyle B} wahr sind, und genau dann falsch, wenn mindestens eine der beiden Aussagen {\displaystyle A}, {\displaystyle B} falsch ist. Dieser Zusammenhang wird anschaulich in der Wahrheitstabelle der entsprechenden Wahrheitswertefunktion, der et-Funktion, dargestellt:
| {\displaystyle A} | {\displaystyle B} | {\displaystyle A} und {\displaystyle B} |
| ----------------- | ----------------- | --------------------------------------- |
| wahr              | wahr              | wahr                                    |
| wahr              | falsch            | falsch                                  |
| falsch            | wahr              | falsch                                  |
| falsch            | falsch            | falsch                                  |

Eine Konjunktion selbst ist ein Boolescher Ausdruck. In der Digitaltechnik werden konjunktiv verknüpfte Variablen auch Produktterm genannt.
Für die Konjunktion gelten unter anderem folgende wichtige Gesetze:
- Idempotenz: {\displaystyle A\land A=A}
- Assoziativgesetz: {\displaystyle A\land (B\land C)=(A\land B)\land C}
- Kommutativgesetz: {\displaystyle A\land B=B\land A}
- De Morgansche Regeln:

{\displaystyle \neg {(A\land B)}=\neg {A}\lor \neg {B}}
{\displaystyle \neg {(A\lor B)}=\neg {A}\land \neg {B}}
In Kalkülen des natürlichen Schließens werden als Schlussregeln für die Konjunktion die Konjunktionseinführung und die Konjunktionsbeseitigung verwendet. Mit der Konjunktionseinführung lässt sich aus zwei Aussagen A, B auf deren Konjunktion {\displaystyle {A\land B}} schließen; mit der Konjunktionsbeseitigung lässt sich aus der Konjunktion {\displaystyle {A\land B}} auf jedes der Konjunkte {\displaystyle A} beziehungsweise {\displaystyle B} schließen.

## In mehrwertigen Logiken
Beim Aufstellen einer mehrwertigen Konjunktion bemüht man sich im Allgemeinen, möglichst viele Eigenschaften der klassischen Konjunktion beizubehalten, insbesondere die Assoziativität und Kommutativität. Damit kann eine mehrwertige Konjunktion axiomatisch folgendermaßen definiert werden:
{\displaystyle T(A,B)} ist eine Konjunktion, wenn gilt:
- Kommutativität: {\displaystyle T(A,B)=T(B,A)}
- Assoziativität: {\displaystyle T(A,T(B,C))=T(T(A,B),C)}
- Monotonie: {\displaystyle A>B\Rightarrow T(A,C)\geq T(B,C)}
- Einselement: {\displaystyle T(1,A)=A}

Weitere sinnvolle, aber nicht notwendige Eigenschaften sind Stetigkeit und Idempotenz.
In dreiwertigen Logiken wurden beispielsweise folgende Konjunktionen aufgestellt:
Konjunktion
 in der dreiwertigen Logik Ł3
 von Jan Łukasiewicz (1920)
| {\displaystyle A} | {\displaystyle B} | {\displaystyle A\land B} |
| ----------------- | ----------------- | ------------------------ |
| 1                 | 1                 | 1                        |
| 1                 | 0,5               | 0,5                      |
| 1                 | 0                 | 0                        |
| 0,5               | 1                 | 0,5                      |
| 0,5               | 0,5               | 0,5                      |
| 0,5               | 0                 | 0                        |
| 0                 | 1                 | 0                        |
| 0                 | 0,5               | 0                        |
| 0                 | 0                 | 0                        |

Konjunktion
 in der dreiwertigen Logik B3
 von Dimitri Anatoljewitsch Bočvar (1938)
| {\displaystyle A} | {\displaystyle B} | {\displaystyle A\land B} |
| ----------------- | ----------------- | ------------------------ |
| 1                 | 1                 | 1                        |
| 1                 | 0,5               | 0,5                      |
| 1                 | 0                 | 0                        |
| 0,5               | 1                 | 0,5                      |
| 0,5               | 0,5               | 0,5                      |
| 0,5               | 0                 | 0,5                      |
| 0                 | 1                 | 0                        |
| 0                 | 0,5               | 0,5                      |
| 0                 | 0                 | 0                        |

## Logik und Sprache
Das natürlichsprachliche Wort „und“ ist nicht mit der Konjunktion im Sinn der Logik identisch. Einerseits wird das Wort „und“ nicht immer im Sinn der logischen Konjunktion verwendet. Beispiele:
- Temporales „und“ („und dann“)
 Beispiel: „Ich aß und ging (dann) nach Hause.“ Hier wird das Wort „und“ verwendet, um ein zeitliches Nacheinander auszudrücken.
- Kausales „und“ („und deshalb“)
 Beispiel: „Der Patient nahm das Medikament und wurde (deshalb) gesund.“ Hier wird eine kausale Beziehung zum Ausdruck gebracht
- Explikatives „und“ („und damit“)
Beispiel: „Der Patient nahm das Medikament und begann (damit) seine Therapie.“ Hier wird mit dem Gehalt nach dem „und“ (das Beginnen der Therapie) der Gehalt vor dem „und“ (das Nehmen des Medikaments) erläutert. Beide Gehalte bezeichnen denselben Sachverhalt, jedoch anhand verschiedener Merkmale.

Andererseits kann die Konjunktion auch durch andere sprachliche Mittel ausgedrückt werden. Beispiel:
- „aber“

„Es ist Frühling und es regnet.“
„Es ist Frühling, aber es regnet.“
Diese beiden Sätze sind aussagenlogisch gleichwertig, obschon mit „aber“ zusätzlich ein Gegensatz zwischen den Konjunkten angedeutet wird.

## Mengenlehre
In der Mengenlehre kann man den Durchschnitt zweier Mengen durch die Konjunktion definieren:
{\displaystyle x\in A\cap B\iff (x\in A)\land (x\in B)}.
Ein Element {\displaystyle x} gehört zum Durchschnitt zweier Mengen {\displaystyle A} und {\displaystyle B} genau dann, wenn gilt, dass {\displaystyle x} Element von {\displaystyle A} und dass {\displaystyle x} Element von {\displaystyle B} ist.